# ناتیلوس-ایکس
ناتیلوس-ایکس (حمل و نقل جهانی غیر اتمسفری که برای اکتشاف طولانی ایالات متحده در نظر گرفته شده است) یک ایستگاه فضایی چرخ دوار می‌باشد که توسط مهندسان مارک هولدرمن و ادوارد هندرسون از تیم ارزیابی کاربردهای فناوری ناسا ایجاد گردیده‌است.
این ایده برای اولین بار در ژانویه ۲۰۱۱ برای سفرهای فضایی خارجی طولانی مدت (۱ تا ۲۴ ماه) برای یک خدمه شش نفره پیشنهاد شده بود. به منظور محدود کردن اثرات پرواز فضایی انسانی بر سلامت انسان، فضاپیما باید به یک سانتریفیوژ مجهز شود.
این طراحی با توجه به استانداردهای پروازهای فضایی انسانی نسبتاً ارزان در نظر گرفته شده بود، زیرا پیش‌بینی می‌شد فقط ۳٫۷ میلیارد دلار هزینه داشته باشد. علاوه بر این، مطرح شد که ممکن است تنها به ۶۴ ماه کار نیاز داشته باشد.

## شرح

### طرح

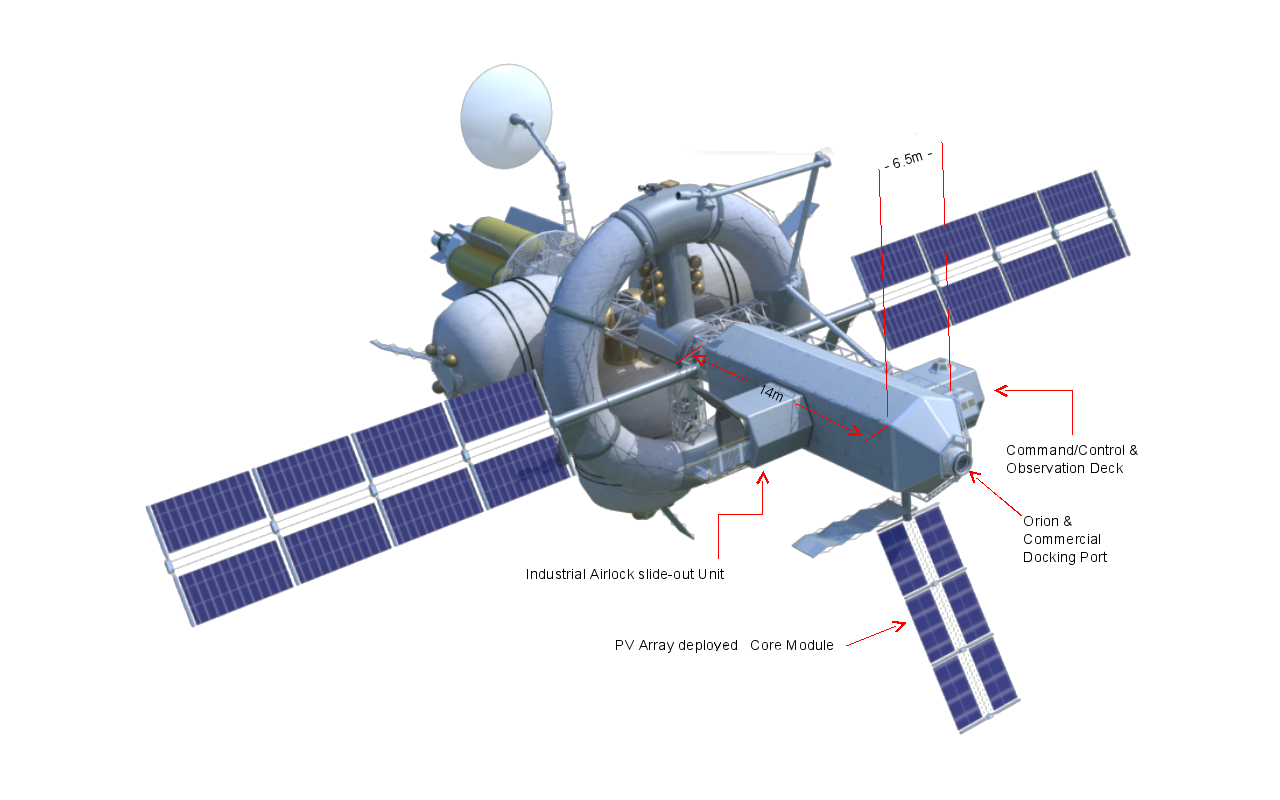
ابعاد ماژول اصلی Nautilus-X

این پیشنهاد به‌طور تخمینی شامل ۲۱-در-۴۶-فوت (۶٫۵-در-۱۴-متر) راهرو اصلی، یک سانتریفیوژ قابل سکونت در حال چرخش، ماژول‌های بادی برای انبارهای لجستیکی و استفاده خدمه، آرایه‌های انرژی خورشیدی، و یک ساختار رانش قابل تنظیم مجدد بود.

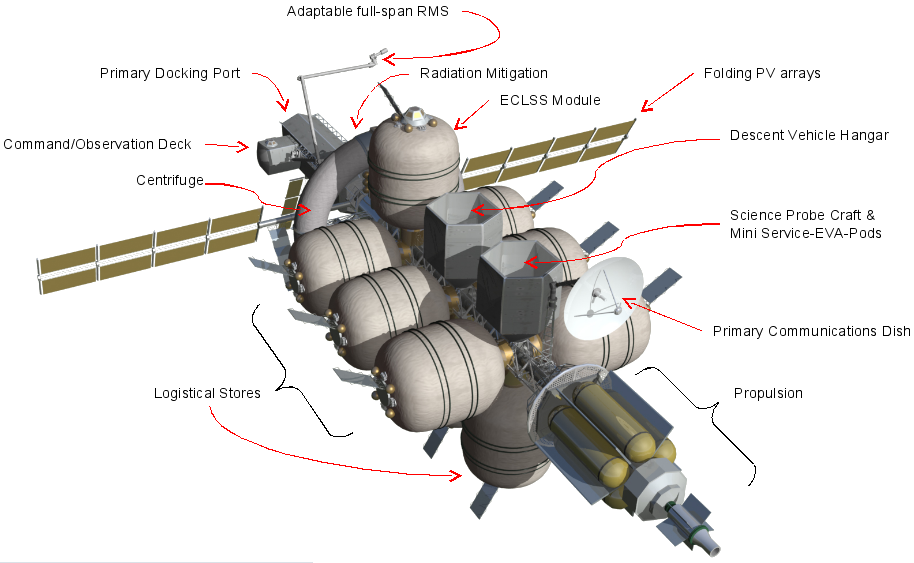
Nautilus-X Extended Duration Explorer

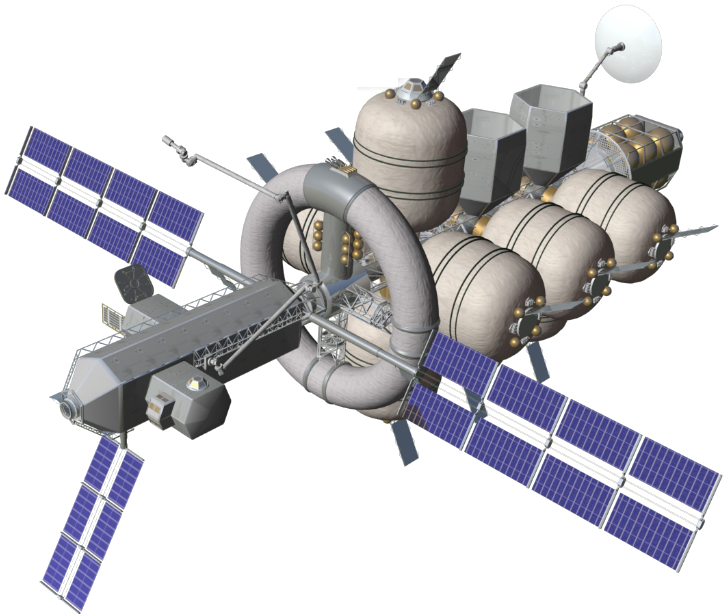
Nautilus-X Extended Duration Explorer - frontview

### فن آوری‌ها

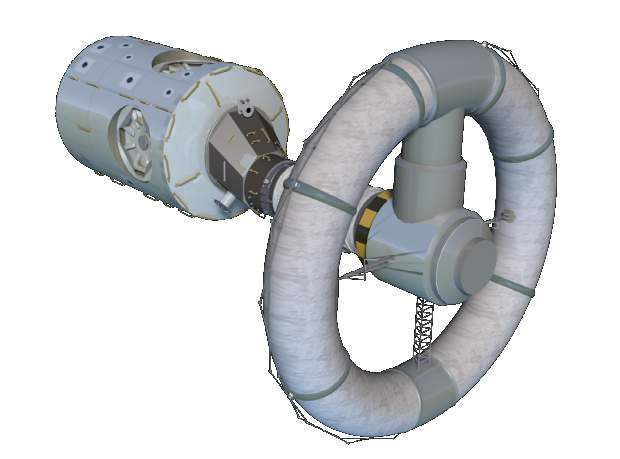
نمایشگر Nautilus-X ISS

به‌منظور استقرار این فضاپیمای عظیم تا حد امکان، از انواع ماژول‌های صلب و بادی و آرایه‌های دینامیکی خورشیدی تشکیل شده‌است. ماژول‌های قابل گسترش بر اساس فناوری استفاده شده توسط اتاقهای زندگی بادی است که توسط Bigelow Aerospace پیشنهاد شده‌است، که به توسعه ماژول‌های بادی که در ابتدا توسط ناسا طراحی و توسعه داده شد، ادامه داده‌است.

### ویژگی‌ها
- کنترل محیطی قوی و پشتیبانی زندگی و مجموعه ارتباطات
- حجم ذخیره‌سازی بزرگ (برای مواد غذایی، قطعات مکانیکی یا لوازم پزشکی)
- فرمان بصری در زمان واقعی و مشاهده قابلیت خدمه
- تابش کم خدمه
- ادغام نیمه خودمختار واحدهای پیشران مأموریتی چندگانه

## وضعیت از سال ۲۰۱۱
مفهوم طراحی ناتیلوس-ایکس فراتر از نقشه‌ها و پیشنهادهای اولیه پیش نرفت.